# Ozbrojené síly Slovinska
Ozbrojené síly Slovinska jsou od roku 2003 plně profesionální stálá armáda. Vrchním velitelem je prezident Republiky Slovinsko, zatímco operační velení spadá do působnosti náčelníka generálního štábu slovinských ozbrojených sil.

## Historie
Současné slovinské ozbrojené síly jsou potomky slovinské územní obrany (Teritorialna Obramba Republike Slovenije), vytvořené v roce 1991 sloučením územní obrany (vzniklé v roce 1968 jako polovojenský doplněk k pravidelné armádě bývalé Jugoslávie na území Slovinska) s tajnou alternativní velitelskou strukturou, známou jako Manévrové struktury národní ochrany (Manevrska struktura narodne zaščite nebo MSNZ), což byla existující, ale zastaralá instituce podobná národní gardě.
Když Slovinsko vyhlásilo nezávislost na počátku jugoslávských válek v roce 1991, slovinská územní obrana a slovinská policie tvořily většinu sil, které během desetidenní války bojovali s Jugoslávskou lidovou armádou. Slovinské ozbrojené síly byly formálně založeny v roce 1993 po reorganizaci sil územní obrany.
Po roce 1993 se slovinské ozbrojené síly spoléhaly na povinnou vojenskou službu, přičemž branci absolvovali 6–7 měsíců výcviku. V roce 2003 slovinská vláda zrušila brannou povinnost a od července 2004 byly slovinské ozbrojené síly téměř kompletně reorganizovány na profesionální armádu nyní založenou na dobrovolnících. V současné době je přibližně 7 300 aktivních vojáků, zatímco dříve dosahoval roční počet branců cca 55 000 osob.
Slovinsko jako součást bývalé Socialistické federativní republiky Jugoslávie nebylo nikdy členem Varšavské smlouvy. Priorita zahraniční politiky členství v NATO dnes řídí reorganizaci obrany Slovinska. Jakmile mnoho zemí v roce 1996 zrušilo zbrojní embargo na Slovinsko, pustila se tato země do programu vojenského nákupu, aby posílila svůj status kandidátské země NATO a pomohla její transformaci na mobilní síly. Slovinsko, které je aktivní v nasazení SFOR v Bosně a Hercegovině, je rovněž zakládajícím členem Partnerství pro mír. Slovinsko formálně vstoupilo do NATO v březnu 2004

## Struktura

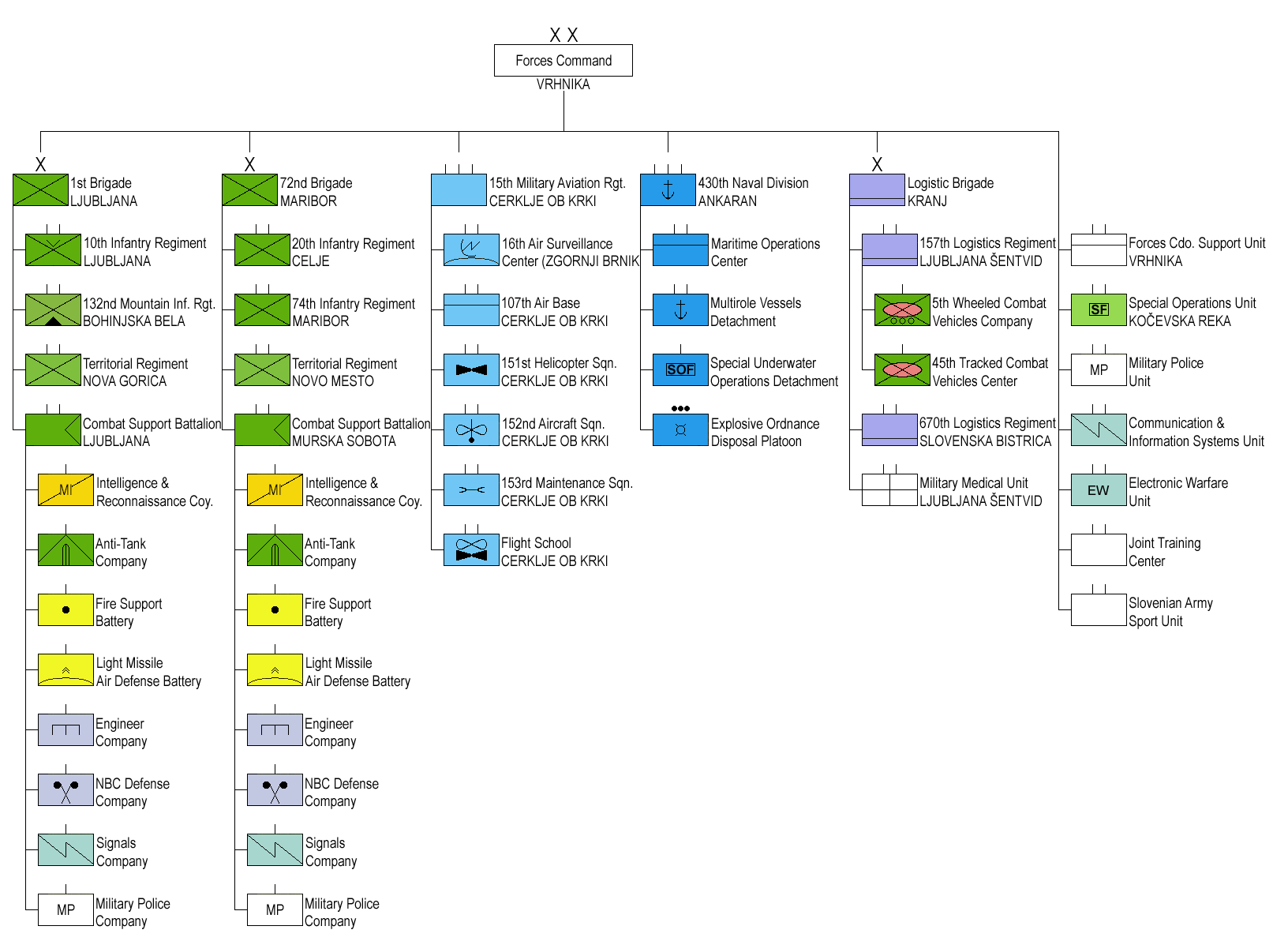
Struktura Ozbrojených sil Slovinska

Ozbrojené síly se člení na armádu, letectvo a námořnictvo.
- 1. brigáda (Lublaň)
- 72. brigáda Maribor
- Logistická brigáda (Kranj)
- 15. křídlo (letiště Cerklje ob Krki)
- 430. námořní divize (přístav Ankaran)
- Jednotka speciálních sil (Kočevska Reka)
- Vojenské vzdělávací středisko (Maribor)